# Okrzeszyn (województwo mazowieckie)
Okrzeszyn – wieś sołecka w Polsce położona w województwie mazowieckim, w powiecie piaseczyńskim, w gminie Konstancin-Jeziorna.
Wieś królewska Okrzesin  położona była w 1580 roku w powiecie warszawskim ziemi warszawskiej województwa mazowieckiego. W latach 1975–1998 miejscowość położona była w województwie warszawskim.
Do wsi dojeżdża autobus podmiejski warszawskiej linii 239.